# Regla de exclusión mutua
La regla de exclusión mutua en espectroscopia molecular relaciona la observación de vibraciones moleculares con la simetría molecular. Afirma que ningún modo normal puede ser al mismo tiempo activo en infrarrojo y Raman en una molécula que posee centrosimetría. Esta es una poderosa aplicación de la teoría de grupos a la espectroscopia vibracional, y permite detectar fácilmente la presencia de este elemento de simetría mediante la comparación de los espectros IR y Raman generados por la misma molécula, que son complementarios.
La regla surge porque en un grupo puntual centrosimétrico, los modos activos IR, que deben transformarse según la misma representación irreducible generada por uno de los componentes del vector del momento dipolar (x, y o z), deben ser de simetría ungerade (u), es decir, su carácter bajo inversión es -1, mientras que los modos activos Raman, que se transforman según la simetría del tensor de polarizabilidad (producto de dos coordenadas), deben ser de simetría gerade (g) ya que su carácter bajo inversión es +1. Por lo tanto, en la tabla de caracteres no hay una representación irreducible que abarque los modos activos IR y Raman, por lo que no hay superposición entre los dos espectros. En resumen: si la oscilación es simétrica con respecto al centro de inversión, la oscilación está prohibida en el espectro IR (es decir, no se observa); si la oscilación es antisimétrica, la oscilación está prohibida en el espectro Raman.
Esto se puede ilustrar con la molécula {\displaystyle \mathrm {CO} _{2}}, donde la vibración de estiramiento asimétrico y la vibración de flexión solo son activas en IR, mientras que la vibración de estiramiento simétrico solo es activa en Raman.
Esto no significa que un modo vibracional que no es activo en Raman deba ser activo en IR: de hecho, todavía es posible que un modo de una simetría particular no sea activo en Raman ni en IR. Estos modos espectroscópicamente "silenciosos" o "inactivos" existen en moléculas como el etileno (C2H4), el benceno (C6H6) y el ion tetracloroplatinato (PtCl42−).